# Lift (Framework)
Lift ist ein freies Webframework. Es bietet ähnliche Vorteile wie Ruby on Rails, jedoch sind Lift-Anwendungen in Scala statt Ruby geschrieben und basieren in der Regel nicht auf dem MVC-Architekturmuster. Die Verwendung von Scala bedeutet, dass existierende Java-Bibliotheken und EJB-Container unmittelbar eingesetzt werden können.
Lift-Anwendungen werden als Web Archives gepackt und auf einem beliebigen Servlet-Container abgelegt (wie etwa Tomcat oder Jetty). Für Lift werden Java-Entwicklungsumgebungen eingesetzt wie Eclipse, NetBeans oder IDEA. Dynamische Inhalte können in Standard-XHTML-Editoren bearbeitet werden. Lift zieht großen Nutzen aus der Rechenleistung und Portabilität der Java-VM, den Werkzeugen der Java-Entwicklung, den hochentwickelten Collections der Java-Bibliotheken und den Vorteilen der Sprache Scala.
Lift wurde als Open-Source-Projekt am 26. Februar 2007 gestartet und erreichte exakt zwei Jahre später die Version 1.0.
Als aktuelle Version wurde Lift 3.3.0 am 21. Juli 2018 veröffentlicht.

## Verwendungen
Eine populäre Verwendung von Lift findet sich beispielsweise in Foursquare. Zu Beginn basierte Foursquare auf PHP, die Entwickler entschieden sich jedoch aufgrund der Limitationen von PHP, auf Lift umzusteigen. Auch Novell Vibe basiert auf Lift.